# Östliches Hochfeld
Das Östliche Hochfeld (norwegisch Austre Høgskeidet) ist eine eisbedecktes Hochebene im Königin-Maud-Land. Im Wohlthatmassiv liegt es zwischen dem Skeidshornet, dem Grabenhorn und Zwieselberg im Westen sowie der Südlichen Petermannkette im Osten.
Benannt wurde es bei der Deutschen Antarktischen Expedition 1938/39 unter der Leitung des Polarforschers Alfred Ritscher.